# Mémoire courte
Ne doit pas être confondu avec Mémoire à court terme.
Mémoire courte est un roman de Nicolas Rey paru en octobre 2000 aux éditions du Diable Vauvert et ayant obtenu la même année le prix de Flore.

## Historique
Le roman reçoit le 8 novembre 2000 le prix de Flore par neuf voix contre deux Anissa Corto de Yann Moix, une Ingrid Caven de Jean-Jacques Schuhl et une à Quitter la ville de Christine Angot.

## Éditions
- Éditions du diable Vauvert, 2000,  (ISBN 978-2846260015)
- J'ai lu, no 6813, 2004,  (ISBN 978-2290323205)